# Slag bij Pfeddersheim
De Slag bij Pfeddersheim was een veldslag die op 4 juli 1460 werd uitgevochten tussen het leger van de Palts en de legers van Mainz, Palts-Zweibrücken en Leiningen. Onder aanvoering van keurvorst Frederik I behaalden de Paltische troepen een beslissende overwinning. 